# 37729 Акіратакао
37729 Акіратакао (1996 TK54, 1975 VA7, 1999 JV78, 37729 Akiratakao) — астероїд головного поясу, відкритий 14 жовтня 1996 року.
Тіссеранів параметр щодо Юпітера — 3,352.